# サントリー・サタデー・ウェイティング・バー
『サントリー サタデー ウェイティング バー』（Suntory Saturday Waiting Bar）は、TOKYO FMの制作により、エフエム群馬を除くJFN系列37局（放送終了時点）で1992年4月4日から2013年3月30日まで放送されていたトーク番組である。
制作局のTOKYO FMを含む大半のネット局における放送終了時点での放送時間は毎週土曜 17:00 - 17:50に放送していた。

## 概要
サントリーの一社提供であり、この本番組の実質的な前身は平日の22時台に放送されていた『サントリー・サウンドマーケット』である。ただ、『サウンドマーケット』が音楽を主体にした番組構成であったのに対し、本番組はホイチョイ・プロダクションズの企画による、トークと音楽を組み合わせたラジオドラマ風の番組だった。
番組は、東京のとあるイタリアンレストラン「"AVANTI"（アバンティ）」のウェイティングバーで繰り広げられる客同士の会話を常連客（番組の進行役）の紳士と一緒に聞き耳を立てる…というものであり、キャッチコピーにも『東京一の日常会話』と銘打たれ、TOKYO FMのタイムテーブルにも掲載されていた。タイトルコールは「Suntory Saturday Waiting Bar "AVANTI"」とされている。会話の内容には毎週一つのテーマが決まっている。会話の相手（＝ゲスト）は芸能人が多いが、それ以外にも文化人、ミュージシャン、小説家、有名企業の会社員、政治家、ニュースキャスターなど幅広い。この中のごく一部のゲストは、常連客の誰かと交流があるという設定がある。
番組内での設定が細かい部分まで作り込まれていて、舞台となるイタリアンレストランの設定（後述）や、リスナーが店に行く途中に紳士と出会い、共に入店するオープニング、番組の中で演出として流れるジャズミュージックやドアの開閉音、シェイカーを振る音などの効果音が、リスナーを酒場にいるような雰囲気にさせた。また、番組進行役である紳士のほか、取手豪州、南由布子などの常連客の人間模様が細かく描かれる。
それぞれの会話の合間には音楽が挟み込まれ、時にはその日のテーマに添ったショートストーリー（ドラマ）が挟まれる。番組内で流れる曲にはフランク・シナトラなどによるジャズ・ヴォーカルナンバーが多く用いられている。トークテーマによっては、テーマに応じた曲あるいは出演したゲストの曲が用いられる。ドコデモFMでサイマル放送を聴取した時は番組内で流した曲の全てまたは一部が放送不可能で、フィラー用音楽になっていた。
2006年4月からはポッドキャスト配信を実施。配信日当日のトークテーマにあわせた内容の会話（過去に放送した人気の高かったエピソードまたは番組未放送のもの）を配信した。2010年3月からはWebRadio（YouTubeの公式チャンネルによる配信）も始めている。
2011年5月7日放送分から、番組枠が50分に縮小され、内容をリニューアルした。番組公式サイトも同様にリニューアルされ、ジェイクら過去のスタッフ、及び取手らかつての常連客の紹介がなくなった（そのため、取手を含む常連客キャストは降板した格好）。縮小した5分間の部分（17:50 - 17:55）は住友林業一社提供のミニ番組『森のちからを、未来のちからに。』を放送するが、本編では一旦エンディングを流し、CMを挟んだあと、紳士が引き続きAVANTI内の客のトークに聞き耳を立てる（もしくはスタンと過去のトークを振り返る）ものであり、実質的に従来のAVANTIの最後5分を別スポンサーの別番組とした形となっている。このパートではスポンサーにちなんで、森林や木材にちなんだテーマのトークが取り上げられることが多く、このパートのトーク内容は公式サイトのバックナンバーからは除外されている。

### 「AVANTI」について
番組公式サイトでの解説、ならびに雑誌『BRUTUS』2009年3月1日号の特集記事によれば、AVANTIは以下のようなレストランとされている。
イタリアンレストラン「AVANTI」は東京都港区元麻布・仙台坂上「近辺（西町インターナショナルスクールの向かい）」に「実在する」レストランである。
歴史的には、AVANTIは第二次世界大戦後に、日本を占領下に置いた連合国を構成する1国であるアメリカ軍に接収された旧華族の屋敷の一つであり、1947年にアメリカ軍将校向けのクラブとしてオープン。1962年にアメリカ軍の接収が解除となり、翌年から一般客相手のレストランとして営業を再開。そこから40年以上の歴史を有する。元々ウェイティングバーは「PERMESSO」（ペルメッソ）という別の名前のバーであり、初代バーテンダーのジェイクも当時から在籍していた。番組の収録もこの「実在する」ウェイティング・バーから毎週収録を行っている。
2011年3・4月の間に全面改装を行っており（後述）、リニューアル後のAVANTIは看板もない隠れ家風の雰囲気から、ガラス張りの入り口と木をふんだんに使った内装など、明るい雰囲気になった。

### 番組の終了
TOKYO FMは2013年3月30日の放送をもって終了すると同年3月14日に定例会で発表した。そして3月30日に1992年4月4日の放送開始から21年の歴史に幕を下ろした。
最終回前の3月16・23日の放送では、2011年のリニューアル後出演しなくなった過去の常連客や、かつて出演していた元バーテンダーが出演。その一方で、30日の最終回では、新たにバーテンダーとなったアンジェロの紹介を織り交ぜつつ、「イカの神秘」をテーマにした通常通りの構成で進行された。放送内で最終回であることを示すアナウンス等は一切なく、今後も『AVANTI』は今まで通り営業を続けることを示唆し、常連客の紳士やカズミも次週以降も来店する旨を告げて、番組は終了した。
なお、同日には番組の最初で最後となる『パブリック・リスニング』イベントが、東京都港区六本木の東京ミッドタウンで開催された。最終回には登場しなかったスタンが、実際にバーテンダーとして観客にジム・ビームを振舞ったほか、紳士らによるジャズ・ライブパフォーマンスが行われた。
本番組をもって、TOKYO FM制作のサントリー一社提供番組は終了となった。後番組は『ピートのふしぎなガレージ』。
なお、2020年4月より放送の『TOKYO SPEAKEASY』は、東京の小さな本屋の奥に存在するバーで繰り広げられる、カウンター席の客同士の会話を聴取者が盗み聞きしているという設定が当番組と類似している。

## テーマ曲・ジングル
この番組では、オープニング・エンディングテーマ曲も基本的に同じである。オープニングは半年交代で春（4月または5月くらいから） - 夏の終わり（9月一杯まで）バージョンと秋（10月初め） - 春まで（4月または5月はじめくらいまで）のバージョンの2種類がある。
エンディングテーマ曲については、ジェイクがバーテンダーの時代は何年かに一度変更されていたが、バーテンダーがスタンの時代はFourplayの"Li'l Darlin'"が使用された。ただ例外もいくつかあり、その日のみの特別なエンディング曲が用いられることがある。ジェイクがAVANTIの40周年に来日した際には、ジェイク時代のエンディングテーマ曲が、その日一日限りで復活した。
前述のとおり、2011年5月以降はエンディングが流れた後も引き続きストーリーが展開されるようになっていた。
ジングルは、ジェイク時代は基本的に2種類（番組のタイトルコールのもの、もう1つは番組のウェブサイトのURLを言うもの）であったが、スタンがバーテンダーになった際、ジングルがもう1種類追加された（ビッグバンドジャズ風）。

## キャスト
役名の後ろは演じている人物。
なお、番組ではキャラクターの設定が徹底されており、本人役で登場する人物を除けば、どの役を誰が演じているかは基本的に番組側からは公にされていなかったため、演じているとされる人物が公式に明らかでない場合は役者名を明記していない。

### バーテンダー
ジェイク・H・コンセプション - ジェイク・コンセプション
AVANTIの前バーテンダー。イタリア系アメリカ人。終戦後に進駐軍のコックとして来日し、AVANTIのバーテンダーとなる。サックス演奏はプロ級の腕前で、大瀧詠一のレコーディング・セッションに参加を依頼されるほど。1995年7月1日の放送で松田聖子の「SWEET MEMORIES」の間奏のサックスは自分が吹いたものだと告白し（これはフィクションではなく、本役を演じるジェイク本人が実際のレコーディングで演奏している）、それがきっかけでファンであることが発覚した。弟子を持つことを嫌っていたためスタンにはカクテルのいろはを教え、後に相澤悦子を唯一の弟子として教えている。2002年5月18日放送分の「さよならジェイク〜リキュール〜」という話を最後に一人娘のミリーと暮らすために惜しまれながら帰国。スタンにバトンタッチをしている。AVANTIの40周年パーティ（2003年12月6日放送分、AVANTIは1963年オープンの設定）で久々に店を訪れている。
プロのサックス奏者であり、バーテンダーとしても一流の腕を持っていたと言われるジェイク・H・コンセプションが本人役（実際にはフィリピン生まれであるなど設定が若干異なる）で演じていた。
スタン・マーロウ - グレゴリー・スター
AVANTIのバーテンダー。在日アメリカ人で、アメリカケンタッキー州の出身。ベトナム戦争の徴兵を逃れるため日本に留学し、上智大学国際学部在学中にAVANTIでアルバイトをする。卒業後は世界中を旅するが、その後AVANTIに戻ってジェイクのもとでバーテンダーとしての手ほどきを受ける。神奈川県・葉山の先の秋谷海岸に貸別荘を持っており、これのリフォームが彼の趣味になっている。
いしだあゆみのファンであり、彼女の「夢でいいから」という曲が好きで、それが最初に覚えた日本語らしい。いしだあゆみがゲスト出演した日の放送では、彼女を口説いてデートをする約束を取り付ける寸前までいったものの、タイミング悪く紳士が休暇から戻ってきてしまい、スタンの夢は文字通り「夢でいいから」となってしまった。
常連客の西田善太が編集長を務める雑誌『BRUTUS』の2009年3月1日号で、初めてその姿が明らかにされた。
映画に造詣が深く、（別の名前ではあるが）『週刊新潮』で映画批評を書いている。
AVANTIのバーテンダーに落ち着く前はJALの社員、土木作業員、雑誌の編集者など数々の職を経験していた。
2012年12月8日では、珍しくバーテンダー本人の会話に聞き耳を立てるシーンがあり、下記の映画評論家としての顔を存分に活かし、「007 スカイフォール」について熱く語る様子が放送されている。
2013年3月23日が最終出勤日と2013年2月23日放送分で告白。アメリカへ帰国して家業の牧場を継ぐことになる。
演じていたグレゴリー・スターは、映画雑誌「プレミア日本版」の元編集長で、スタンの人物設定の多くは本人のものをそのまま使用していた。
その関連で、本番組終了後の2013年4月7日から2017年9月24日まで放送されていた『スカパー! 日曜シネマテーク』という番組では、パーソナリティ「グレゴリー・スター」として、引き続きTOKYO FMの番組に出演していた。
アンジェロ・コッツォリーノ
スタンの後任のバーテンダー。元々イタリアンのシェフで、AVANTIの常連客の一人でもあった。
実質的な登場は最終回のみだったが、最終回はジングルもアンジェロのものに差し替えられていた。
なお本人は自由が丘のイタリア料理店『バッボ・アンジェロ』のシェフをしている
相澤悦子（あいざわ えつこ）
AVANTIの元女性見習いバーテンダー。通称「悦ちゃん」。三人兄弟の末っ子。一番上の兄に連れられてきたAVANTIを一目で気に入り、バーテンダーになろうと決心。店のオーナーに直訴し、その熱意が認められてジェイク唯一の弟子となる。1996年に取手豪州とAVANTIで会う前にスキー場で出会っている。その時ゲレンデで「ゲレンデがとけるほど恋したい」が流れていたため、彼の中ではそれが彼女のイメージソングになっているらしい。1998年の長野オリンピックにボランティアとして参加し、その年にノルウェーのスノーボード協会に勤めるために引退した。その際にお別れパーティーが開かれた。
森下千晴（もりした ちはる）
AVANTIの元女性見習いバーテンダー。スタンが麻布十番で臨時で講師をしていたバーテンダースクールの生徒で、スタンに頼み込んでAVANTIで見習いバーテンダーになった。抜群のプロポーションを持ち、某芸能事務所社長や写真家からスカウトされたほど（2005年6月25日放送分より）。学生時代に下北沢のバーでバイトをしており、その際に店のオーナーの知り合いのバーテンダーから感銘を受け、それがきっかけで後にOLからバーテンダーになった。紳士も成長を楽しみにしていたが、2005年8月にスタンの貸別荘がある秋谷海岸に店舗を購入し、同月いっぱいで卒業して独立、バー「ハーベイ」を開店させた。
2005年12月31日の放送で客としてAVANTIを訪れている。その後2010年10月16日にも出演、2013年3月16日には店を去るスタンに挨拶に訪れている。
古出友香（こいで ゆか）
AVANTIの元女性見習いバーテンダー。浅草の出身で、地元のバー「ロイド」から研修生として来ていた。「ロイド」にいた頃はフレアバーテンディングも少しやっていた。フルーツを使った甘いカクテルが得意で、その頃はオリジナルカクテルを主に作っていたが、その分基本的なカクテルが苦手で、それを克服する為に研修に来ていた。「ロイド」の先代のバーテンダーに憧れてバーテンダーになった。ちゃきちゃきの江戸っ子で、2006年の「麻布十番納涼祭り」では取手との勝負に負けた罰ゲームとして期間中赤塚不二夫キャラクターのモノマネをやり通すなど非常に度胸もある。取手豪州が2008年夏に出したクイズによると、小出由華に似ているらしい。
AVANTI最後の日となった2007年3月31日の放送では涙をこらえてAVANTIを普段のように明るく去り、浅草の店に戻っていった。スタンから2つの卒業課題を出されており、一つは無事にクリア。2008年3月15日の放送で再登場したが、その前日にスタンが課したもう一つの課題であるカクテルの試験では「味は良いのだが」、「『腕は落ちていない』という慢心が出ている」「一生懸命に作る、という彼女の魅力を客観視出来ていない」ということで不合格になる。スタンは再試験だとは言わなかったが、教授もスタンも彼女がまた試験を受けに来ることを確信している模様。
2013年3月16日に店を去るスタンに挨拶に訪れている。
小穴顕治（こあな けんじ）
AVANTIの見習いバーテンダー。2007年3月まで店のホームページの管理、運営も担当していた。番組内に登場することはあまりない。
まり - おかもとまり
AVANTIのアルバイト（見習いバーテンダー）。2010年5月22日放送分より出演。当初は平日のシフトで、土曜日は客としてAVANTIに来店していたが、7月24日放送分より土曜日も働くようになる。仕事そっちのけで紳士との会話に参加し、スタンに注意されることもしばしばだったが、10月16日放送分で紳士に誘われて森下の店「ハーベイ」を訪れたのがきっかけでバーテンダーとしての自覚を持つようになってきた。群馬県から上京してきた父親がAVANTIを訪れたことがある。スザンヌの声真似が得意。
2011年の番組リニューアル以後は登場がなかったが、2013年3月16日に店を去るスタンに挨拶に訪れている。

### 常連客
謎の紳士 - 団しん也
番組の進行役。東京都出身。慶應義塾大学卒業で、文京区目白にある女子大の文学部仏文学科教授。専門は大デュマ。出演者からは「教授」（南由布子曰く）「ミスター」（取手豪州曰く）の愛称で呼ばれる（リスナーからも同様に呼ばれている）が本名は現在まで不明。実家は元麻布にある和菓子屋。まり曰くトミー・リー・ジョーンズ似の風貌。
冒頭に「いつもの」とオーダーすることが多いが、これはカクテルの「ジン・アンド・イット」のこと。「ウイスキー、いつもの」とオーダーすると、これはハーフロックのことである（稀に全然違うオーダーをすることもある）。
特技はジャズボーカルのようで、1999年12月25日の放送ではジェイクの初孫を祝うパーティー（詳細は後述）で「My Only And Only」と「Isn't She Lovely」の2曲のスタンダード・ナンバーを披露している。また、1998年9月26日には当時AVANTIのエンディングテーマであった「The World of Love」の歌唱を披露した。2008年12月21日放送分でも、「The Christmas Song」（キャロル山崎とデュエット）、「Santa Claus Is Coming To Town」の2曲を披露、歌の途中でサッチモや橋幸夫のものまね（いずれも演じる団しん也の持ちネタ）まで披露している。
ペットとして猫を飼っている。同僚の教授から譲ってもらったスコティッシュフォールドのメスの子猫で、名前は「シェリー」。シェリーという名前はシェリー樽（シェリー酒を仕込む際に使用する樽）から取ったとのこと（2007年5月5日の放送より）。
以前は腕時計をしていて、腕時計を自宅に忘れたためにAVANTIに着くのが20秒遅れるエピソードがあったが、現在では「携帯電話があれば困らないから」と腕時計をしない主義になった。
「たかし」という甥がいる。
広島県出身ではないが、広島東洋カープファンである。
離婚歴1回あり（2000年9月30日「離婚」の回の発言より）。
永らく番組のオープニングは紳士がAVANTIを訪ねるリスナーに語りかけるスタイルであり、以下のような変遷をたどった。
- 1997年頃までは紳士が「ひとつだけ約束してください。今日これから行くお店を、むやみに人に紹介しない、って。よろしいですか?」というくだりが使われた。
- 1997年から2005年頃は「あぁ、ひょっとして、AVANTIをお探しですか」で始まる、紳士がAVANTIを探している一見客（=リスナー）に声をかけ、一緒に店へ向かうものであり、AVANTIの概要について説明した。
- 2005年から2008年3月まではリスナーが紳士と出会って向かう道中での雑談（内容は当日のゲストが語っていたことについて）から本編に入る形であった。
- 2008年4月からは「無理に、とは言いませんが、私に教えられたことは伏せて…」というくだりになった。同年12月からのオープニングでは、紳士はリスナーのことをAVANTIへの途上で出くわした常連客とみなし、語りかけた。

また、紳士が店を去ると同時にエンディングとなるスタイルであった。
オープニング・エンディングとも2011年のリニューアル時に大幅に変更されており、オープニング時には紳士はすでに店におり、エンディングでも店にとどまったままとなっていたが、2013年3月16日と23日の放送では以前のように紳士が語りかけるスタイルが復活した。
番組中、ラジオドラマの合間で常連客とお客の会話が聞こえてくると「おや…？」とその声の主がどのようなことで話しているのかのあらましが紹介され、「聞き耳を立ててみるとしましょう…」というとベルの音が鳴り、切り替わる。
取手（旧姓：南）由布子（とりで ゆうこ/みなみ） - 富沢美智恵
東京都出身。東京女子大学卒業後、銀座の画廊に勤務、画商の仕事をしていた。身長165cm、バスト89cm、ウェスト57cm、ヒップ85cm、靴のサイズ23.5cm（公式サイトより）という抜群のプロポーションを誇り、「AVANTIのマドンナ」と呼ばれている。過去に警察官（刑事）の野上との離婚歴あり。ちなみに、その時仲人をした人物が常連の紳士である。しかも、挙式の日は仏滅で、野上は離婚してまもなく再婚した。
経営難に陥った取手豪州の会社「有限会社 サンシャイン取手」の社長となる。取手とはずっと微妙な関係で、煮え切らない態度の取手に苛立っていたが、2005年のクリスマス・イブについに婚約し、2006年5月にハワイで挙式した。この2005年のクリスマス・イブでは、自分の気持ちを取手に伝えるのに躊躇していた南に対して背中を押してあげた人物が前夫の野上だった。
ちなみに、AVANTIとともに麻布と縁があるセーラー戦士の中ではセーラーマーズがお気に入りらしい（演じる富沢はセーラーマーズの声優である）。
2009年10月10日に第一子（娘）を出産。
2013年3月23日に店を去るスタンに挨拶に訪れている。
取手豪州（とりで ごうしゅう） - 宮川賢
栃木県出身。母方は政治家の家系。イベントプロデューサーでお調子者で軽薄なキャラ。「うぷぷー」「〜なりよー」など特徴のある喋り方をする（最近は妻・由布子まで、時々この喋り方をするようになってしまった）。AVANTIで一番の嫌われ者とされており、紳士にも喧嘩腰で食って掛かる場面があるが、憎めない面もある。ジェイクの話によると、幼少の頃から父親（父親もイベント関係のプロデューサーだったらしく、現在はオーストラリアで隠居生活を送っている）に連れられて開店当初のAVANTI（レストランの方）に通っていた。ある意味、一番古株の常連客と言えるかもしれない（1995年12月9日の放送「ジョビンに捧ぐ」より）。玉川大学文学部英米文学科を卒業後、「サンシャイン取手」など、多数の会社を経営。しかし、経営難に陥った会社を立て直す為に迎えた新社長の南に「サンシャイン取手」を解雇される。昔から南とは微妙な関係のままで少しも進展がなかったが、2004年12月4日の放送では「クリスマスにプロポーズする」と宣言（同12月25日の放送では番組のサブタイトルが「取手さんのプロポーズ」となっていた）。上手くプロポーズさえすれば結婚できる状態にまでなったものの結局1年かかり、2005年12月24日放送の「クリスマス・ドラマ・スペシャル」でようやくプロポーズした。しかし、結婚後もそのお調子者のキャラで店内の女性客や女性スタッフに手を出し、調子に乗ってはその度に妻・由布子に殴られている。
オーダーはいつも「モスコー・ミュールてんこ盛り」。
自称「七つの企画を持つ男」であり、過去に「ダイエットダルマ」や「ハートブレイク・マーメイド」などの商品を企画したが、どれも失敗に終わっている。
「AVANTI一の嫌われ者」がなぜ「AVANTIのマドンナ」南と結婚できたのか、常連客の間では未だに謎とされている。ちなみに取手夫妻は未だにお互いを「取手さん」「南しゃん」（「さん」では無いところが取手豪州の特徴）と呼んでいる。
架空の人物にもかかわらず、本人が管理しているとされる公式サイトがあり、ブログや携帯サイト、さらにはmixiに自身の主宰するコミュニティまで存在していた（※外部リンク参照）が、2011年4月末をもって全てクローズしている。
2013年3月23日に店を去るスタンに挨拶に訪れている。2011年から2年間ケンタッキー州に単身赴任していた。
2010年には、後述するコラボレーション企画で『NISSAN あ、安部礼司 〜 beyond the average 〜』に出演し、キャラがかぶっていると言われる刈谷勇と競演を果たした。
沢木麻理絵（さわき まりえ）
2003年8月16日放送で初登場。スタンの古くからの友人で、1年のうち半分は日本で働き（旅の資金稼ぎ）、残りの半分は世界中を旅している自称作家。スタンとも世界中を放浪していた時に出会った。2005年7月9日の放送でマダガスカルからスタン宛てに貝殻を送ったりする自由人。横浜に獣医をしている兄がいる。
猪瀬貴之（いのせ たかゆき）
テレビ番組製作会社の新米ディレクター。AVANTIには以前から興味があったが、店の場所が分からず、2007年1月13日の放送で知り合いの麻理絵に連れて来てもらう形で初登場した。それ以降は度々店に来ている様で、自分がまだ飲んだことのないメジャーなカクテルを作ってもらう様にスタンにオーダーしている（来店当初は古出に注文していた）。
鳴滝文香（なるたき ふみか）
フリーランスのエディター。猪瀬に連れられて2007年3月17日の放送で初めてAVANTIにやって来た。主に手掛けているのはレストラン・料理関係の分野。雑誌に初めて掲載された自身の記事がベトナム料理店の紹介記事で、その店でもらったボールペンをお守り代わりとして大切に持っている。
書店で偶然AVANTIのカクテルブックを見つけるが、その本は先代のバーテンダー・ジェイク監修のもので、出版されてから既に10年近く経過していたため、スタンに新しいAVANTIのカクテルブックを作ろうと企画を持ち込む。スタンは「既にジェイクが出しているし、自分はまだカクテルブックを出せるだけの腕前では…」と断っていたが、文香の「人生を変えるカクテルと出会うカクテルブックを作りたい」の一言でOKした。実は、スタン自身は本心ではカクテルブック作成には概ねOKだったが、前作とは趣向の異なるものをと考えていたので、文香の口からその一言が出るのを待っていたとのこと（このカクテルブックは実際に出版されている）。
大津にゴルフのレッスンを受けるうちに、大津に対して好意を抱くようになり、しばらくは積極的にアプローチするも当の大津がまったく気づいていない様子だったが、2010年12月25日の放送でアルバイトのまりの手ほどきもあって大津と交際することになった。
2013年3月23日に店を去るスタンに挨拶に訪れ、大津と結婚することを明らかにした。
大津公夫（おおつ きみお）
取手と南の会社「有限会社 サンシャイン取手」の契約社員。以前登場していた鯨谷の実質的な後釜だが、取手がいないときにもAVANTIに現れるなど登場機会は多い。独特の声としゃべり方、お菓子作りが得意など、中性的なキャラクター。フィギュアなどのオタク系の趣味を持つ。フルネームは本人のTwitterで判明した。
かなり鈍感な性格で周囲を振り回すことが多く、無意識のうちに取手と南の仲をかき混ぜる、鳴滝の好意に思わせぶりな返答をしつつその好意に全く気づく様子がない、AVANTIを探していた速水もこみちを案内するも速水が著名な俳優であることを知らない、など逸話が多い。2010年12月25日の放送でアルバイトのまりの手ほどきで鳴滝と交際することになった。
村上早樹（むらかみ さき） - 満仲由紀子
北海道出身。短大卒業後、旅行代理店に勤務。父親に似て方向音痴で、AVANTIにも道に迷っている時に偶然やってきた（1999年3月27日）。カルーア・ミルクを好む。友人は妙子。できちゃった結婚で、現在は東京を離れて神戸に住んでいる。結婚を機に2003年5月24日を最後にAVANTIを去っていった（2002年10月5日に結婚を暗示するエピソードが語られていた）。2005年12月10日の放送で久しぶりに登場し、現在は“レオ”（どのような文字かは不明）という息子がいることが判明した。また、2006年12月23日の放送でクリスマスカードという形で久しぶりに登場し、その時に第2子を妊娠していることが判明した。なお、彼女を演じた満仲由紀子も同時期の2002年10月～11月頃に結婚しているため、満仲の私生活の一部を役に引用したものと思われる。
結城まおみ（ゆうき まおみ）
2008年4月5日放送から登場のフラワーコーディネーター。AVANTIのフラワーアレンジも彼女が担当している。知人から土曜の夕方にある場所で歩いている紳士についていくと隠れ家的なお店に行ける、と聞いて紳士を待ち伏せし、ついて行ったら毎週昼間に仕事で来ているAVANTIだった。取手や紳士いわく「優木まおみ似」。週末に婚約者のイタリア料理店を手伝うことになり、しばらくAVANTIには来ることが出来なくなったということを2008年9月27日の放送において手紙で紳士へと伝えた。
片山裕子（かたやま ゆうこ）
2009年7月11日分放送で初登場。麻理絵の友人で、彼女と一緒にAVANTIに訪れた。村上春樹の小説『1Q84』の主人公である青豆に似ているようである。AVANTIでのオーダーはいつもハイボールで、本当は心の中に残る想い出のハイボールの味を捜し求めており、オーダーを受けたスタンを困らせている。アクティブな女性らしく、ジムで汗を流すことや、ボルダリングを好んでいる。取手いわく「伊藤裕子似」。紳士には好意を抱いている様子。
2009年9月5日分放送で思い出のハイボールを探し当てたが、直後にニューヨークに移り住むことになったことを伝えた。
奥原あかり（おくはら あかり）
2011年5月7日放送で初登場。長野県松本市出身のOL。
ジョギング中にカエルの鳴き声に驚いて駆け込んだ先がAVANTIだった。交際相手と別れたばかりでネガティブな思考になっている。来店当初は聞き耳する対象が芸能人の場合は呼び捨てしていたが、教授に指摘されてからは改めている。
天体観測が趣味で、星空の話になると話が止まらなくなったり、高価な天体望遠鏡を買おうかどうか紳士に相談するほど。
架空の人物であるが、教授に勧められて、自分の訪ねたバルを紹介するブログを始めた、という設定になっている（外部リンク参照）。
2011年のリニューアル以降、オープニングであかりが近所で出会ったリスナーと共に店を訪れ、あかりが店を出て本編（サントリー提供のパート）のエンディングとなるスタイルとなっている。
2012年4月付けで福島県会津地方のプラネタリウムに転職し、東京を離れることとなった。バル巡りのブログはカズミが実質的に引き継いでいる。
瀬古カズミ（セコ カズミ）
フリーライター。奥原あかりの大学時代からの友人で、あかりに案内されてAVANTIの常連となった。2012年4月より、あかりから引き継ぐ形でオープニングに登場し、リスナーに声をかけて店に入っている。また、バル巡りのブログもカズミが実質的に引き継いでいる。
プロ野球、特に横浜ベイスターズの熱烈なファンで、紳士の「どこでよくお酒を飲むのか」という問いかけに「野球場です」と即答したり、横浜球団の売却騒動の時には本気で知人で資金を出し合って球団を買い取ろうと妄想したほど。バル巡りブログの記事も半分はベイスターズネタである。
大学時代のあだ名（あかりからの呼び名）は、引っ越しそば代わりに焼売を持って行ったことでつけられた「崎陽軒」だったという。

### レストラン関係者
柳田あや子（やなぎだ　あやこ）
AVANTIのレストランスタッフ。2007年4月から小穴に代わってWEBサイトの管理人となる。放送内にもごくまれに登場する（ただししゃべることはほとんどない）。
公式サイトに名前は掲載されていないが、オンエア中に同時進行で自身名義のTwitterを更新するなど、実質的に番組宣伝担当の役回り。
以下は2011年の番組リニューアル以前に公式サイトに名前が確認されていたスタッフ。
定内伸次（じょうない しんじ）
AVANTIのシェフ。登場することはあまりなく、その場面や台詞も極めて短い。
片山（かたやま）
AVANTIの厨房スタッフ。AVANTIからの研修生として古出の所属する浅草のバー「ロイド」で研修を受けていたが、「ロイド」が改装に入るために2007年3月3日の放送のエンディングで一足先に帰ってきた。
以下は2011年のリニューアル以前にAVANTIを去ったことが確認されたスタッフ。
前川由起子（まえかわ ゆきこ）
AVANTIの予約係。1998年春のAVANTI改装の際にレストランの予約係として登場した。常連客とよく会話をし、紳士が店を出る際に「もうお帰りですか。」と尋ねるのも彼女の役目だった。当日の予約客の確認や、翌週の来客の予定を紳士にこっそり教える役目もあったが、2000年に引退した。容姿について取手から「永井美奈子」似と表現された。ヨコ文字が苦手。
あい、ゆう
AVANTIのパティシエ。双子の美人姉妹で、2003年中だけ在籍していた。2003年12月27日の放送で卒業し、現在は独立している。

### その他の常連客
ゲストとのトークの進行役（聞き役）
倉持太一（くらもち たいち）
編集者。登場頻度は下の「声の大きな常連」と並んで非常に多い。紳士の台詞では「編集者の倉持さん」としか明かされていないが、柳田のツイートでフルネームが明らかになった。
番組内では最後まで明らかにされなかったが、正体はビッグコミックスピリッツ（小学館）の元編集者で、現在は製作プロダクション「Webooks」の代表を務める、番組開始時からのブレーンの一人であった。番組終了後に雑誌『BRUTUS』で組まれたミニ特集を担当している。
声の大きな常連
笑い声に特徴のある声の大きな人物。相手の話に「へー、おもしろーい」などと言いながら相づちを打つ。最初は敬語を使うが、会話が乗ってくるとタメ口になってくる傾向がある。ほぼ毎週のように登場するが、名前は番組終了まで明かされず、紳士からは「常連さん」と呼ばれている。過去の発言から、映画監督（2005年12月31日放送）、50歳代の男性（2009年11月21日放送）、10年程度の電機メーカー勤務経験がある（2012年9月22日放送）ことが判明している。
番組内では最後まで明らかにされなかったが、正体はこの番組を企画したホイチョイ・プロダクションズ社長の馬場康夫で、番組終了後の2015年2月20日に放送されたTOKYO FM「澤本・権八のすぐに終わりますから。」に馬場が出演した際、声の主が自分であることを明らかにしている。「ぼくは声がデカいうえに早口なので『アイツが出てくると何を言っているかわからない』とか、結構メールの時代になってから苦情がきた」「週に2人ぐらいの話を聞いていたから、21年間で年間100人、合計2100人ぐらいの話を聞いた」とのエピソードを紹介している。
入江（いりえ）
上の2人ほどではないが、よく登場している。2004年11月に紳士が出張を兼ねて旅行でイギリスを訪れた際に、ゴルフの全英オープンが行なわれるスコットランドセント・アンドルーズのオールド・コースを一緒にラウンドした。
番組内では明らかにされなかったが、この番組の製作を担当した、元ニッポン放送の入江たのしが自分であったことを自らのブログで明かしている。
荒木（あらき）
2009年頃からの登場。女性タレントとAVANTIに来ることが多い。若干の関西訛りがある。
下記はいずれも本人役として登場。彼らもゲストの話の聞き役である（特記なき人物は全てフリーアナウンサー）。
- 石田みさと（ホットヨガインストラクター）
- 石原隆（フジテレビジョンプロデューサー） - 単独のゲストとしても頻繁に登場する。
- 鬼頭あゆみ
- 関戸めぐみ
- 長久保智子
- 西田善太（マガジンハウス「BRUTUS」編集長）
- 松嶋あすか
- 御影倫代

### その他の出演者
「ゆきの」以外はリニューアル以前に登場していた出演者。
俊介（しゅんすけ）
煮え切らない取手と南の関係を何とかしようと大津が連れてきた、いわゆる“かませ犬”。しかし、南と何度か会っているうちに自身も南に惚れてしまい、「ミイラとりがミイラになる」の状態になってしまった。南をかけて取手と幾度か勝負をしたが、南の取手に対する思いを知ると悔しいながらも去っていった。2007年に再び登場、新婚気分の冷めた取手夫妻の危機を生み出すが、2009年に南が懐妊したことを機に身を引いた。それ以降もAVANTIには通っており、腐れ縁である取手や大津と馬鹿話をしていた。
2013年3月23日に店を去るスタンに挨拶に訪れている。
鯨谷（くじらたに）
「サンシャイン取手」の元社員。大津の登場前は取手の小間使い的役回りで頻繁に登場していたが、現在は登場していない。「有限会社　サンシャイン取手」の社名は、池袋サンシャイン前でスカウトをしていた鯨谷と、スカウトのスカウトをしていた取手の出会いを記念して命名された。
早乙女亮（さおとめ りょう）
取手の友人。いつも何かに熱中してそれなりの成果を上げるが、必ずいつも決定的な落ち度を作ってしまう。
ワインの利き酒において、ヴィンテージから、グラスを洗った洗剤の購入先まで見分けることができるなど、右に出るものはいない「裏ソムリエ」であったが、ワインの銘柄を覚えられなかった。
また、麻雀のプロになろうとした時は、相手の捨て牌を読むのは完璧だったが役が覚えられなかった。プロサーファーを目指した時も、ライディングは完璧だが「かなづち」であった。
トラブル家族
年に1回程度、揉め事があるとAVANTIに現れて議論し（揉める理由は家電や携帯電話など）、取手に問題を解決してもらっていた家族。最近の登場は2009年6月27日。
堀内豊（ほりうち ゆたか）
ラジオ番組製作会社勤務のディレクター。取手と西田善太の友人。極めて無口で女性に対して奥手であるため、友人たちの企画で1997年11月15日、1999年10月2日、2001年11月17日の三度、AVANTIでお見合いをした。しかしながらいずれも実らず、結局その後の合コンで知り合った女性と結婚した。
野上（のがみ）
警察官（警視庁麻布警察署の刑事）。紳士曰く「小木茂光によく似ている」という。南の前夫で、南とは2001年に結婚したが、すぐに離婚した。ビール好きで、AVANTIでも必ずビールを注文する。
2005年12月24日の放送では、取手に対して自分の気持ちを伝えるのに躊躇していた南に対して背中を押してあげた。だが、これは野上の好意ではなく、2004年のクリスマスに常連の紳士から1年後も2人の関係に進展がなかったら手助けして欲しいとの約束によるもので、頼まれたら嫌とは言えない自身の性格によるものである（なお、約束させた当の本人はこの約束を野上に指摘されるまで完全に忘れていた）。
ミスター・ピート
1998年頃にAVANTIによく訪れていた常連。カップルがトラブルを起こしていると、専用のジングルとともに登場し、ウイスキーのウンチクを引き合いに出して問題を解決した。彼が去った後のコースターには付箋紙が残されており、メッセージが書かれていることが通例。
ジェニーという名前のフィアンセがおり、1998年10月31日にはAVANTIでプロポーズを試みたが失敗した。
ペプシマン
一般的にはCMキャラクターとして知られているが、1998年頃は何度かAVANTIを訪れていた。
雪乃（ゆきの）
2011年のAVANTI改装中にスタンが手伝いに行っていた神楽坂のイタリアン・バール『ラ・カンティーナ・ピッコラ』の女主人。スタン目当てに訪れた教授にTwitterの使い方などを教わっている。教授曰く、声がセックス・アンド・ザ・シティに登場するキャリー・ブラッドショー（の吹き替えの人）によく似ている。
リニューアル後のAVANTIにも数度登場、2013年3月23日に店を去るスタンに秘めた思いを打ち明けている。

## コラボレーション
- 過去に一度だけ、JFN系列の放送スケジュールの関係で木曜の23:00 - 23:55に臨時枠移動で放送されたことがある（2001年11月1日放送分）。これは、本来の放送日である土曜（11月3日）の夕方にFM FESTIVAL'01のキックオフスペシャルが放送されたためで、その時は番組タイトルが『サーズデーウェイティングバー』として放送、当時同時間枠の『やまだひさしのラジアンリミテッド』は時間を短縮して放送された。番組での設定上は、AVANTIの水漏れを直す工事を急遽金、土、日曜日を使って行うことになり、紳士は、木曜の23時にAVANTIに行くことに…という話であった。なお、この日はラジアンリミテッドのDJである[注釈 17]やまだひさしが本人役で当時ラジアンの公式ページの管理人ag（アグ）とカクテルの話で出演した。
- 2007年11月には『JET STREAM』とのコラボレーションが行われた。11月3日に当時の『JET STREAM』機長（案内役）の伊武雅刀[注釈 18]が客として出演。その時の教授との会話を元に伊武がスコットランドのグラスゴーとアイラ島を旅する模様が11月6日から10日（5日から9日の深夜）にかけて『JET STREAM』内で放送され、11月10日のAVANTIでは教授が出張でグラスゴーに行っている代わりとして伊武が再来店し、旅の思い出を語る、という構成[注釈 19]。なお、AVANTIでは『JET STREAM』のスポンサーである日本航空がワンワールドに加盟したことによってブリティッシュ・エアウェイズのイギリス国内線との乗継が便利になったことが紹介され、また逆に『JET STREAM』ではサントリーが扱っているスコッチ・ウイスキー（ボウモアとラフロイグ）の蒸留所が紹介されるなど、番組スポンサーに配慮した内容になっていた。
- 2010年8月に、聴取率調査週間に合わせたTOKYO FM開局40周年企画の一つとして、日曜の夕方に放送している『NISSAN あ、安部礼司 〜 beyond the average 〜』とのクロスオーバー企画が放送された。8月28日放送分のAVANTIに安部礼司[注釈 20]と大日本ジェネラルの一行が訪問し、翌8月29日の『あ、安部礼司』では、『あ、安部礼司 featuring AVANTI』として、紳士・スタン・取手の3名が出演した。予告編として8月22日の『あ、安部礼司』に紳士が登場したほか、8月23日から26日の4ROOMS内で、『AVANTI』の常連・取手豪州と『あ、安部礼司』の刈谷勇の2人による“小競り合い”の様子が放送され、29日の放送では、これらの内容が"前座"となる形でストーリーが展開された。
- オマージュ番組として、有志によるKUMAMOTO Saturday Waiting Bar:TDK というポッドキャストが、2014年1月11日（初回）から2017年12月30日（一時休刊の第160回）の4年間にわたり作成された。番組メンバーがAVANTIの謎の紳士への手紙を出し、返事をもらうことで半ば公認となったことも番組の中で紹介されている。なお、番組名のTDKはメンバー3名の名前から来ている。
- 番組終了から三年余り経た2016年12月31日、後番組である『ピートのふしぎなガレージ』に謎の紳士とスタンが登場した。番組内ではスタンが「牧場の仕事もひと段落したので、（バーテンダーへの復帰について）それもいいかなと思っている」と、AVANTIの番組再開を匂わせるようなコメントをしたが、その後、AVANTIの番組再開に向けた動きは無い。
- レギュラー放送終了後の2019年2月6日 20:00 - 20:55 には、TOKYO FMの特別番組『エンタメの夜明けスペシャル〜あのBarで、もう一度』で、AVANTIを舞台にしたトークが繰り広げられた。馬場康夫の著書『「エンタメ」の夜明け ディズニーランドが日本に来た！』出版記念の特別番組で、『Skyrocket Company』パーソナリティの浜崎美保が仙台坂上近辺で教授に案内され、AVANTIに訪れるという設定で、馬場康夫[注釈 21]、堀江貴文、西田善太らによる、イベントプロデューサーの小谷正一・堀貞一郎に関するトークを盗み聞きするというものであった[26]。この時のバーテンダーはスタンで、一旦ケンタッキーに帰ったものの、AVANTIが恋しくて6年ぶりに戻ってきたという設定になっている。
- 2021年3月3日に音声SNSアプリケーションClubhouse内にて、『【BRUTUS・ラジオ好き】一夜限りのAVANTI。伝説のラジオ番組初回メンバー勢揃い🥃』と題して、1992年4月4日のAVANTIの放送第1回に出演した、西田善太、阿部由美子、小山薫堂、増田桂子、馬場康夫の5名でAVANTI誕生秘話などが語られた。

## AVANTIでの出来事
- 毎年8月中旬に行われる「麻布十番納涼祭り」には、「AVANTI」の屋台が出店され、ペンネなどを出している。常連客の紳士や取手豪州もこの祭りを訪れている。また、毎年祭りの前週の放送では取手が、「出店の売り子のお手伝いをすることができる権利」を賭けて、店に来ている女性（かつてはスポンサーであるサントリーのキャンペーンガールであることが多かった）と勝負をしている。
- ミレニアムといわれ騒がれた2000年の元日は土曜日であったため、決まり文句を特別なものにするなどしたものが放送された。
- 2010年までは、毎年クリスマス・イブ（12月24日）が唯一の定休日であった。これはクリスマスくらいは家族や愛する人と一緒に過ごして欲しい、という店側（特に初代バーテンダーのジェイク）からの願いが込められていたため。ただし該当日に実際に番組を休止するわけではなく、2005年12月24日は「クリスマス・ドラマ・スペシャル」として、南が野上と待ち合わせるためにスタンにお願いして特別にAVANTIを開けてもらったという設定で放送。また、ジェイクがバーテンダーであったときはクリスマス当日（12月25日）が定休日だったが、1999年12月25日はジェイクに初孫が産まれたのを常連客が祝うためにAVANTIが臨時営業し、「クリスマス・ライブ・スペシャル」としてトーク出演者（木根尚登、小野リサ、加山雄三、紳士）によるライブ演奏を放送している。2011年のリニューアル後はクリスマス・イブも通常どおり営業する。
- 2001年までクリスマス直前となる放送日には、「クリスマス・ドラマ・スペシャル」としてトークではなくクリスマスにちなんだラジオドラマが放送されるのが恒例であった。2002年以後はクリスマスにちなんだトークが行われていたが、前述のとおり2005年に1年限りで復活している。
- 2005年11月は進行役である紳士が「スペインへ休暇を兼ねた長期出張」のため1ヶ月間日本を離れ、その間週替わりで女性ゲスト（飯島直子、南野陽子、ベッキー、いしだあゆみ）が実質的な進行役を務めた（なお、女性ゲストは全員紳士と何らかの関わりがある）。このときは「（ゲスト名） goes to AVANTI」のサブタイトルが付けられ、ジングルも通常版とは別のものが用いられた。
- 2007年2月10日の放送回は、薬師丸ひろ子と常連客のトークのみで放送され、他のゲストが一切登場しなかった。人物をテーマにする回は他にもあるが、当人にちなんだゲストが別パートで登場することが通例で、ゲストが1人だけしか登場しないケースは極めて異例。
- 2010年11月13日の放送回は、同年9月11日に亡くなった谷啓の追悼企画として、以前に収録された谷啓と常連客とのトークが放送され（紳士がAVANTIでの谷啓の思い出を語るという設定）、トーク間の楽曲も谷啓の演奏・歌及びクレイジーキャッツの歌で構成された。
- 2011年3・4月は、AVANTIが大規模改装に入るため当分の間臨時休業となり、バーテンダーのスタンは知り合いの経営する神楽坂（東京都新宿区）のとあるイタリアン・バールに手伝いに行っているため、AVANTIの常連客もその神楽坂の店に集まった。紳士が聞き耳を立てるという放送のフォーマット自体は通常どおり。当初、改装は1か月程度の予定とされていたが、3月11日に発生した東日本大震災の影響で4月一杯まで改装工事が延長された。なお、3月12日は震災による報道特別番組で休止。

## 関連グッズ
いずれのグッズは麻布十番納涼祭りなどの開催されたイベントで販売または配布されたと思われる。
- 灰皿・コースター・マッチ棒のセット - 白色で三角形の灰皿に「TOKYO MOTO-AZABU AVANTI ITALIAN RESTAURANT SINCE 1962」と記載がある、コースターは緑ベースに金のピンストライプに中央にAVANTIのロゴ、合わせてコースター下部にホームページのURLが記載されている、マッチ棒はコースターと同様のデザインでマッチ箱の下部分に

"If all be true that I do think There are five reasons why men drink, Good wine a friend, or being dry, or lest we should be by-and-by, or any other reason why".
（日:「我が思いにあやまち無くば、飲酒に五つの理由あり。良酒あらば、飲むべし。 友来たらば、飲むべし。咽喉、渇きたらば、飲むべし。もしくは、渇く恐れあらば、飲むべし。もしくは、いかなる理由ありても飲むべし。」と記載されている。
これはイギリスの神学者、哲学者、作曲家のヘンリーアルドリッチの言葉を引用したものと思われる。
- ショットグラス（HOYAクリスタル製）- グラスの底にAVANTIのロゴが入れられていた。
- エプロン - 緑、ワインレッドの生地に金色の糸でAVANTIのロゴを刺繍されていた。
- AVANTI 20周年記念トートバッグ - 2012年納涼まつりで物品を数千円分買うと貰えた。

## 関連CD
- 「ジェイク・セレクション・フロム・アヴァンティ」（東芝EMI 1994年4月20日発売） - ジェイクがセレクトしたジャズオムニバスCD。ジェイク自身の演奏したサックスの曲も含まれる。
- 「アーリー・ディズ・オブ・アヴァンティ」（東芝EMI　1998年4月29日発売） - 1950年-1960年代のAVANTIに来る大人達が楽しんでいたジャズを集めたCD。ジェイク自身の演奏したサックスの曲と、常連客DAN SHIN-YAのボーカル曲も含まれる。
- 「スタン・セレクション・フロム・アヴァンティ ロッソ」（ソニーミュージック　2007年8月22日発売）
- 「スタン・セレクション・フロム・アヴァンティ ヴェルデ」（ユニバーサルミュージック 2007年9月19日発売） - 上記2枚はスタンがセレクトしたジャズオムニバスCD。

## 関連書籍
- AVANTI COCKTAIL BOOK（TOKYO FM出版）ISBN 4924880698
- AVANTI COCKTAIL BOOK〈II〉(TOKYO FM出版) ISBN 9784887451889
カクテル指南本。ジェイクが作るカクテルのレシピが含まれる。IIの方にはスタンが作るカクテルのレシピが含まれる。

## ネット局
全国37局ネット（放送終了時点）、いずれも土曜に放送。

17:00 - 17:50
- TOKYO FM（制作局）
- エフエム北海道
- エフエム岩手
- エフエム仙台
- エフエム秋田
- エフエム山形
- エフエム福島[28]
- エフエム栃木[29]
- エフエムラジオ新潟
- 長野エフエム放送
- 静岡エフエム放送
- 富山エフエム放送
- エフエム石川
- 福井エフエム放送
- エフエム愛知
- 岐阜エフエム放送[30][31]
- 三重エフエム放送

- エフエム滋賀[32]
- エフエム大阪[33]
- 兵庫エフエム放送[34]
- エフエム山陰
- 岡山エフエム放送[35]
- 広島エフエム放送
- エフエム山口
- エフエム徳島[36]
- エフエム香川
- エフエム高知[36]
- エフエム福岡
- エフエム佐賀[36]
- エフエム熊本
- エフエム大分
- エフエム宮崎
- エフエム鹿児島[37]
- エフエム沖縄

18:00 - 18:50（1時間遅れの遅れネット）
- エフエム愛媛
- エフエム長崎[注釈 23]

19:00 - 19:50（2時間遅れの遅れネット）
- エフエム青森

備考
- エフエム群馬は放送期間中一貫してネットしなかった[注釈 25]。なお、本番組の放送終了から7年半後の2020年10月3日に放送を開始した『SUBARU Wonderful Journey 〜土曜日のエウレカ〜』からTOKYO FM土曜17時枠の同時ネットを開始。